# Vellekla

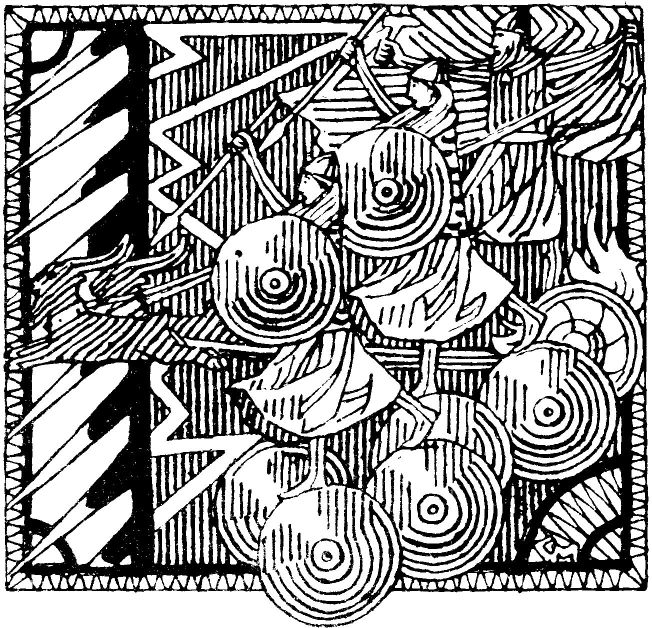

Il Vellekla (norreno: Scarsezza di oro) è un drápa parzialmente conservato composto nel tardo X secolo dallo scaldo Einarr Helgason. È uno dei due drápur composti per lo jarl Haakon Sigurdsson e parla della battaglia di Hjörungavágr, della campagna di Haakon in Danimarca e di altri argomenti.

## Struttura
L'opera è conservata in varie opere attraverso la citazione di alcuni versi. Finnur Jónsson è riuscito a ricostruire il poema dalle strofe contenute nella Heimskringla, nel Fagrskinna, nella Óláfs saga Tryggvasonar en mesta e nel Flateyjarbók. I versi tramandati dallo Skáldskaparmál, in cui Einarr si rivolge direttamente a Haakon, sarebbero invece la parte finale. Altri due versi sono inoltre conservati nel Þriðja málfræðiritgerðin (Terzo trattato grammaticale) di Óláfr Þórðarson. Nella ricostruzione di Jónsson il numero totale dei versi sarebbe di 37, dei quali 16 sono incompleti. Sempre Jónsson data il poema al 986.